# Đoàn Alcatraz

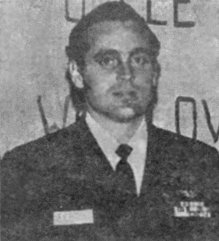
hình George Thomas Coker sau khi anh được thả ra khỏi nhà tù chiến tranh tại Bắc Việt Nam; tháng 3, 1973.

Đoàn Alcatraz là một nhóm có tổng cộng 11 người lính tù nhân chiến tranh Mỹ (POW) bị cầm tù riêng biệt trong chiến tranh Việt Nam bởi vì những hành động chống cự mãnh liệt của họ đối với người cai quản ngục. Những người tù nhân này bao gồm: George Thomas Coker, Jeremiah Denton, Harry Jenkins, Sam Johnson, George McKnight, James Mulligan, Howard Rutledge, Robert Shumaker, James Stockdale, Ronald Storz, and Nels Tanner.